# Skały chemogeniczne
Skały chemogeniczne – skały osadowe powstałe poprzez wytrącanie się i krystalizację minerałów (tzw. ewaporatów) z roztworów wodnych. Przykładami takich skał są sól kamienna i gipsy. 

## Skały chemiczne
Skały chemiczne powstają na skutek odparowania wody ze zbiornika morskiego lub słonego jeziora. Różne rodzaje skał wytrącają się przy różnym stężeniu roztworu, przy czym z najczęściej spotykanych skał chemicznych najwcześniej wytrącają się wapienie, potem gips i anhydryt (przy około 20% pierwotnej objętości roztworu, jeśli wytrącane są z wody morskiej), sól kamienna (przy ok. 10%), natomiast sole potasowe i sole magnezowe wytrącają się dopiero tuż przed całkowitym odparowaniem (ze względu na ich niedużą zawartość w wodach morskich).

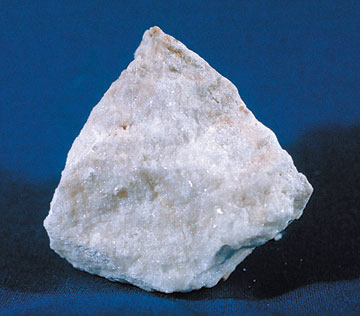
Trawertyn

Skały chemiczne to także formy akumulacji krasowej: martwica wapienna i trawertyn (tworzące się w pobliżu źródeł) i wapienie naciekowe w jaskiniach i szczelinach krasowych.

### Występowanie w Polsce
Skały chemiczne w Polsce znaleźć można w utworach permskich i trzeciorzędowych, czyli pochodzących z okresów, gdy gorący klimat był przyczyną silnego parowania jezior, mórz i oceanów. Rozległa jest strefa występowania permskich soli kamiennych i potasowych oraz gipsów (Polska Środkowa i Zachodnia, a także Pomorze). Mniejszy zasięg mają trzęciorzędowe gipsy i sole kamienne, występujące w pasie od Ukrainy do okolic Rybnika, wzdłuż zapadliska przedkarpackiego.